# ハーバー島 (バハマ)
ハーバー島（ハーバーとう、英語: Harbour Island）はバハマの県である。島唯一の町はダンモア・タウンである。

## 隣接行政区画
- ノース・エルーセラ